# Associação Internacional de Parlamentares pela Paz
No início de 2016, mais de cem parlamentares de mais de 40 países fundaram a Associação Internacional de Parlamentares pela Paz, baseada na iniciativa "Parlamentares pela Paz", lançada pelos fundadores da Federação para a Paz Universal, o Reverendo Sun Myung Moon e a Dra. Hak Ja Han Moon, em 2001.
A principal motivação por trás do lançamento da Associação Internacional de Parlamentares pela Paz é criar uma plataforma na qual parlamentares de diferentes países possam utilizar sua experiência para colaborar na busca por soluções concretas para os desafios globais.
A Associação Internacional de Parlamentares pela Paz foi lançada em vários países do mundo, incluindo Nepal, Burkina Faso, Reino Unido, Costa Rica, Paraguai, Zâmbia, Japão e Estados Unidos, durante o seu primeiro ano de existência e funcionamento.
Dan Burton, ex-membro do Congresso dos Estados Unidos pelo estado de Indiana, e Jose de Venecia, ex-presidente do Parlamento das Filipinas, foram os primeiros co-presidentes da Associação Internacional de Parlamentares pela Paz.

## Resolução da reunião de fundação

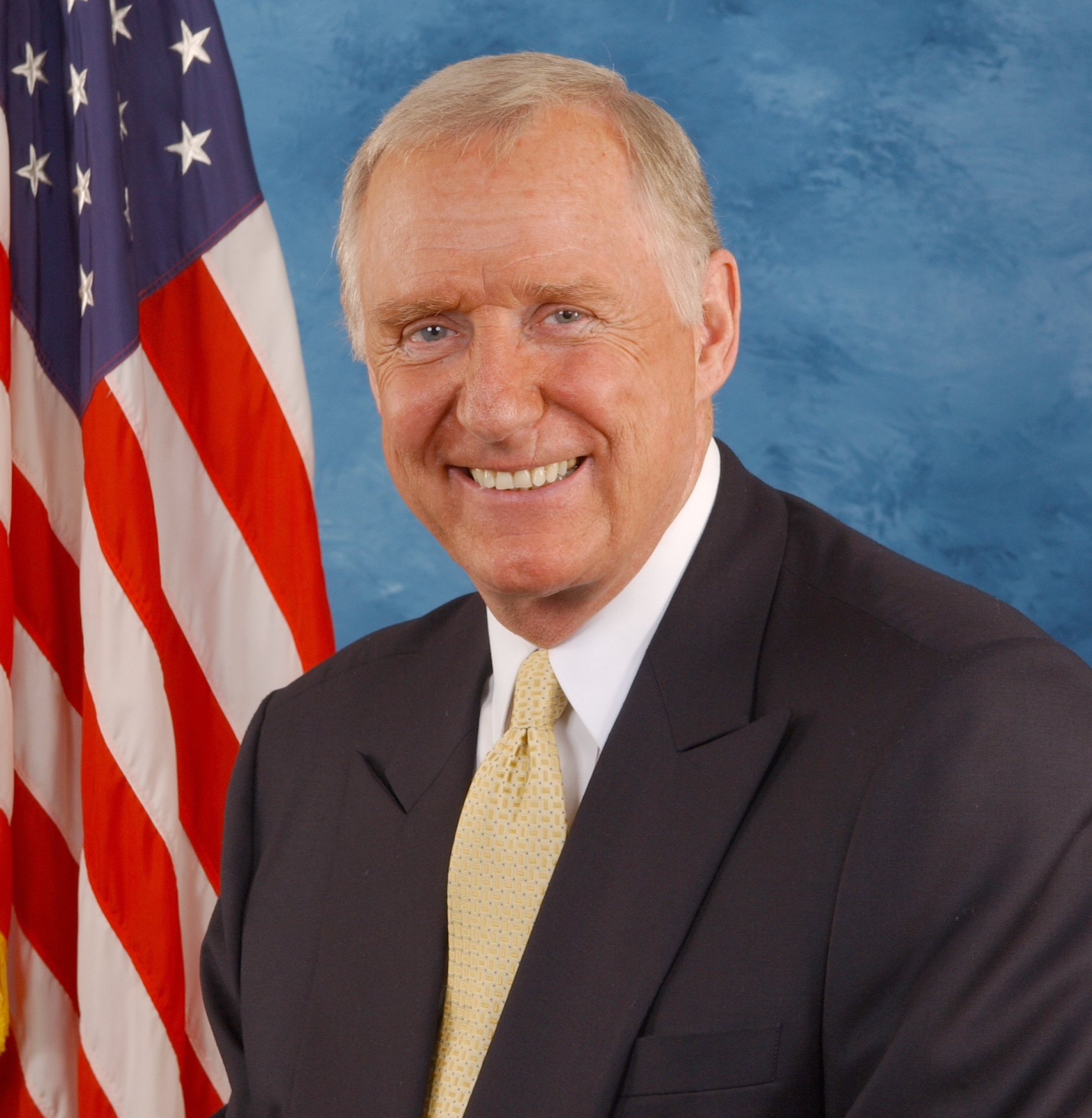
Dan Burton, Associação Internacional de Parlamentares pela Paz, primeiro copresidente

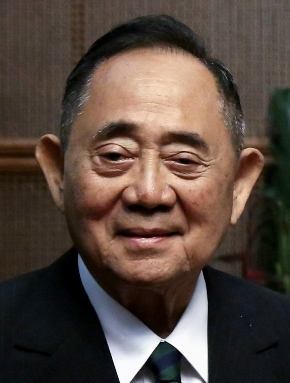
Jose de Venecia, Associação Internacional de Parlamentares pela Paz, Primeiro Co-Presidente

Durante a criação da Associação Internacional de Parlamentares pela Paz na Coreia do Sul, uma resolução conjunta foi adotada.
Reconhecendo os desafios atuais no mundo, como conflitos religiosos, mudanças climáticas, fome e outros problemas, e destacando particularmente a séria ameaça representada pelo programa nuclear em desenvolvimento na Coreia do Norte para a paz global, os representantes parlamentares apelam à comunidade internacional para se envolver na resolução de todos esses problemas.
Durante a assembleia fundadora, os parlamentares fizeram um apelo à colaboração de todas as pessoas, incentivando a construção de uma paz sustentável e duradoura no mundo. Isso envolve superar simultaneamente as barreiras ideológicas, nacionais, raciais e outras, como indicado em informações publicadas no site oficial da organização.
Na Conferência Inaugural da Associação Internacional de Parlamentares pela Paz nos Balcãs, que ocorreu em setembro de 2017, foi adotada uma resolução similar.

## Objetivos
A Associação Internacional de Parlamentares pela Paz endossa as atividades da ONU e estabelece parcerias com outras organizações similares, inclusive aquelas que reúnem parlamentares de várias nações.
Os objetivos principais da Associação Internacional de Parlamentares pela Paz são os seguintes:
- Promover a boa governação na sociedade
- Educação de qualidade para parlamentares;
- Iniciar a comunicação e a cooperação entre parlamentares de todo o mundo para promover e construir a paz
- Promover a dignidade e o valor de todas as pessoas, como membros de uma família universal
- Fortalecer e promover a família como unidade central da sociedade
- Para encorajar a confiança mútua e a cooperação entre todas as nações e
- Incentivar a cooperação entre as diferentes religiões do mundo e criar uma base para a paz no mundo

## Cimeira Ásia-Pacífico 2019

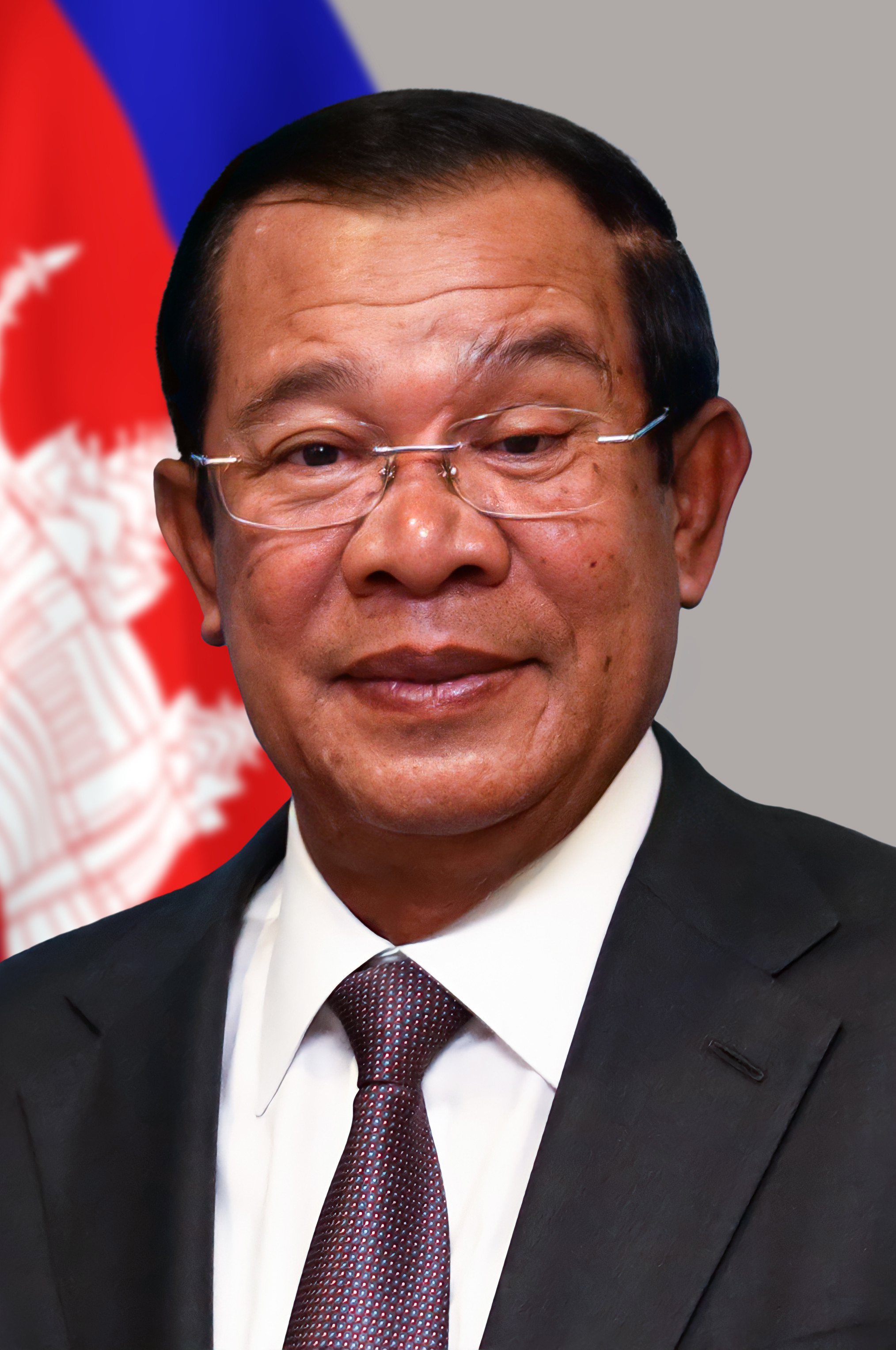
Primeiro Ministro Hun Sen, Camboja. Co-anfitrião, Cúpula Ásia-Pacífico 2019

A Cimeira Ásia-Pacífico de 2019 foi realizada em novembro de 2019 em Phnom Penh, Camboja. A cimeira contou com a presença de quase 2.000 pessoas, incluindo várias centenas de delegados de mais de 40 países. O primeiro-ministro do Camboja, Hun Sen, também fez um discurso na cimeira. Ele apelou aos representantes dos governos e das organizações privadas para trabalharem em conjunto na resolução das crises globais.
O Primeiro-Ministro Hun Sen instou todos os participantes da cúpula a colaborar na abordagem dos desafios globais, incluindo as mudanças climáticas, o radicalismo, a desigualdade de gênero, o tráfico de seres humanos e outros problemas no mundo.
A cúpula foi co-organizada pelo Governo Real do Camboja e pela Federação para a Paz Universal, em coordenação com a Associação Internacional de Parlamentares pela Paz e outras organizações afins.
Durante a Cúpula Ásia-Pacífico de 2019, o Primeiro-Ministro do Camboja, Hun Sen, foi agraciado com o Prêmio "Liderança e Boa Governança" em um reconhecimento especial concedido pela Dra. Hak Ja Han Moon, co-fundadora da Federação para a Paz Universal.

## Capítulos
| País/Região | Fundação       | Notas | Ref.                        |
| ----------- | -------------- | --- | --------------------------- |
| Balcãs      | Final de 2017  | Fundado em Pristina, na Assembleia do Kosovo. Os fundadores foram Moisiu, ex-presidente da Albânia, Mesic, ex-presidente da Croácia, Sejdiu, ex-presidente do Kosovo e outros.      | [ 1 ] [ 4 ]                 |
| Uganda      | Final de 2019  | Fundado com o apoio da Presidente do Parlamento, Rebecca Kadaga . | [ 7 ] [ 8 ] [ 9 ]           |
| Gana        | Meados de 2021 | Fundado com o apoio do Presidente do Parlamento , Alban Bagbin | [ 10 ] [ 11 ] [ 12 ] [ 13 ] |
| Libéria     | Meados de 2018 | O Co-Presidente da Comissão de Paz, Fé e Reconciliação Nacional da Câmara dos Representantes, Dr. Isaac Roland, apoiou o estabelecimento da IAPP na Libéria.                        | [ 14 ] [ 15 ] [ 16 ]        |
| Zâmbia      | Final de 2016  | O Secretário Geral da UPF para a África Oriental e Austral, Sr. Ghomsi, anunciou o lançamento da IAPP na Zâmbia durante a primeira Conferência Regional de Liderança Internacional. | [ 17 ]                      |
| Samoa       | Início de 2018 | O chefe de estado também participou do evento. | [ 18 ]                      |
| Jamaica     | Final de 2017  | Fundada com o apoio de Dennis Salmon da UPF. | [ 19 ]                      |
| Peru        | Final de 2017  | Fundada com apoio do Deputado Federal Dr. Yonhy Lescano Ancieta. | [ 20 ]                      |